# 格羅夫萊克 (明尼蘇達州)
格羅夫萊克（英語：Grove Lake）是位於美國明尼蘇達州波普縣的一個非建制地區。

## 地理
格羅夫萊克所處的海拔為高於海平面411米（即1348英呎），而該地所採用的時區為UTC-6，即北美中部時區（CST）。同時該地設有夏令時間，為UTC-6調快一小時，即UTC-5（CDT）。